# Le Loup de Wall Street
Pour les articles homonymes, voir The Wolf of Wall Street.
Pour plus de détails, voir Fiche technique et Distribution.
Le Loup de Wall Street (The Wolf of Wall Street) est un film américain réalisé par Martin Scorsese et sorti en 2013.
Inspiré d'une histoire réelle, il raconte l'ascension vers la fortune d'un courtier en bourse, Jordan Belfort, interprété par Leonardo DiCaprio, et ses malversations au cœur des années 1980, le menant à la chute et à une forme de rédemption. Adaptation de l'autobiographie homonyme de Jordan Belfort, il s'agit du plus gros succès commercial de Martin Scorsese.

## Synopsis

Logo original du film.

Dans les années 1980, Jordan Belfort commence à travailler en tant que courtier en bourse, dans une entreprise nommée LF Rothschild, à Wall Street. Il rencontre Mark Hanna, qui le prend sous son aile. Ce dernier lui donne sa vision du métier. Le 19 octobre 1987, alors que Jordan vient d'obtenir sa licence de courtier, l'entreprise fait faillite à la suite du krach boursier, et Jordan est licencié. Ce jour sera appelé le Lundi Noir. La femme de Jordan, Teresa, lui montre l'annonce d'une petite compagnie de courtage à Long Island, où on cherche à combler un poste de courtier. En arrivant, Jordan se rend compte que l'entreprise ne vend que des actions à trois sous, qui n'ont à ses yeux absolument aucune valeur. Il utilise alors dans cette entreprise tout le savoir qu'il a acquis à Wall Street et commence à bien gagner sa vie.
Jordan rencontre par la suite Donnie Azoff, un homme qui vit dans le même bâtiment que lui et qui travaille dans le secteur des meubles pour enfants. Tous deux deviennent alors associés et créent leur propre entreprise de courtage : Stratton Oakmont. L'entreprise se fait très vite remarquer par le FBI. En effet, Jordan et Donnie gagnent leur argent de façon illégale, en employant la méthode du pump and dump, ce qui est considéré comme une arnaque envers le client (délit de diffusion de fausse nouvelle). C'est l'agent Patrick Denham qui se charge de l'enquête. La création de cette entreprise marque le début de la débauche pour Jordan ; la drogue et les prostituées font partie de son quotidien.
Jordan rencontre ensuite Naomi Lapaglia, une magnifique jeune femme qui vient de Brooklyn. Il trompe sa femme avec elle et finit par demander le divorce pour pouvoir être avec Naomi, qu'il demande en mariage peu de temps après. Il lui offre comme cadeau de mariage un yacht qu'il baptise Naomi. Ils achètent par la suite une immense propriété à Long Island, où ils entretiennent une relation tumultueuse. De cette relation naît une fille, Skylar.
Jordan et Donnie introduisent en bourse la société de Steve Madden, fabricant de chaussures, ce qui leur rapporte 22 millions de dollars en quelques heures, mais Jordan apprend qu'un agent du FBI le surveille de près et enquête sur lui. Après une rencontre avec ce dernier, Jordan décide de cacher son argent en Suisse. Pour ce faire, il est aidé par un banquier véreux, Jean-Jacques Saurel, qui lui conseille d'ouvrir un compte sous le nom d'une personne ayant un passeport européen. Jordan choisit la tante de Naomi, Emma.
Après avoir ouvert le compte, Jordan y cache plus de 20 millions de dollars. Un soir, Jordan et Donnie prennent du méthaqualone périmé depuis plusieurs années. Au même moment, Jordan reçoit un appel de Bo Dietl, son détective privé, qui lui demande de le rappeler d'une cabine téléphonique. Lorsque Jordan le rappelle, Dietl l'informe que le FBI a mis sur écoute tous les téléphones de sa maison et de son entreprise. Mais les cachets qu'il a ingurgités font effet à retardement, et Jordan se retrouve à devoir ramper jusqu'à sa voiture, et à se dépêcher lorsqu'il apprend que Donnie est au téléphone avec Saurel. Jordan et Donnie se disputent, mais Donnie manque de s'étouffer en mangeant ; l'intervention de Jordan le sauvera. Quelques heures plus tard, Jordan est arrêté, car, en conduisant sous l'effet de la drogue, il a causé des dégâts sur son chemin, mais il est finalement relâché, car rien ne prouve qu'il était le conducteur. Son avocat, Manny Riskin, et son père Max tentent de le convaincre de quitter Stratton et de payer une amende, ce qui pourrait lui éviter la prison et lui permettre de rester auprès de sa famille, qui vient de s'agrandir avec la naissance d'un garçon. Si Jordan accepte dans un premier temps, il se ravise et reprend sa vie de stupre et d'ubris. Mais quelque temps plus tard, pendant qu'il est en Italie avec Donnie et sa femme Naomi, il apprend par cette dernière qu'Emma est morte. Jordan doit alors se rendre en Suisse pour récupérer ses 20 millions de dollars. Or le bateau qui devait les y emmener est pris dans une grosse tempête et finit par couler au large de la Sardaigne.
Quelques années plus tard, Jordan est arrêté par Patrick Denham. Il peut échapper à une peine de vingt ans de prison s'il coopère avec le FBI, ce qui implique de trahir ses amis et collègues. Il explique alors cela à sa femme Naomi, et se montre optimiste sur leur avenir ensemble ; mais Naomi lui annonce sa ferme intention de divorcer et de réclamer la garde de leurs enfants. Jordan s'énerve, ne voulant pas abandonner ses enfants. Il finit par prendre de la drogue et gifle sa femme (qui lui criait qu'il ne reverrait plus ses enfants) avant de la frapper au ventre. Il tente aussi de récupérer leur fille Skylar, en vain. Sa femme le quitte et lui prend les enfants.
Jordan accepte alors le marché du FBI : il coopère avec eux et porte un micro. Il en informe Donnie en lui donnant un papier, mais ce papier sera récupéré plus tard par l'agent Denham, ce qui vaudra à Jordan de partir plus tôt que prévu en prison. Le FBI arrête certains employés de Stratton, et l'entreprise est fermée. Lors de son procès, Jordan est condamné à 36 mois de prison (il n'en fera que 22). À sa sortie de prison, il commence à donner des conférences où il enseigne les techniques de vente.

## Fiche technique
- Titre original : The Wolf of Wall Street
- Titre francophone : Le Loup de Wall Street
- Réalisation : Martin Scorsese
- Scénario : Terence Winter, d'après les mémoires The Wolf of Wall Street de Jordan Belfort
- Musique : Howard Shore
- Photographie : Rodrigo Prieto
- Décors : Kristi Zea
- Costumes : Sandy Powell
- Montage : Thelma Schoonmaker
- Production : Riza Aziz, Leonardo DiCaprio, Joey McFarland et Martin Scorsese
  - Production déléguée : Alexandra Milchan et Irwin Winkler
- Sociétés de production : Appian Way, EMJAG Productions, Sikelia Productions et Red Granite Pictures
- Sociétés de distribution :  Paramount Pictures,  Metropolitan FilmExport
- Budget : environ 100 000 000 $[1]
- Pays de production :  États-Unis
- Langue originale : anglais (quelques répliques en français)
- Format : couleur - 35 mm - 2,35:1 - son Dolby Digital
- Genre : biopic, comédie dramatique, film de gangsters
- Durée : 179 minutes[2]
- Dates de sortie[3] :
  - États-Unis : 25 décembre 2013[4],[5]
  - France : 25 décembre 2013
- Classification :
  - France : interdit aux moins de 12 ans lors de sa sortie en salles
  - États-Unis : R - Restricted

## Distribution
Sauf indication contraire, les informations mentionnées dans cette section peuvent être confirmées par les bases de données cinématographiques IMDb et Allociné,  présentes dans la section « Liens externes ».
- Leonardo DiCaprio (VF : Damien Witecka[6] ; VQ : Tristan Harvey) : Jordan Belfort
- Jonah Hill (VF : Christophe Lemoine ; VQ : Olivier Visentin) : Donnie Azoff
- Margot Robbie (VF : Dorothée Pousséo ; VQ : Catherine Brunet) : Naomi Lapaglia, la deuxième épouse de Jordan
- Kyle Chandler (VF : Emmanuel Curtil ; VQ : Louis-Philippe Dandenault) : Patrick Denham
- Rob Reiner (VF : Patrick Raynal ; VQ : Marc Bellier) : Max « Mad Max » Belfort, le père de Jordan
- Jean Dujardin (VF : lui-même ; VQ : Frédéric Desager) : Jean-Jacques Saurel
- Jon Favreau (VF : Xavier Fagnon ; VQ : Sylvain Hétu) : Manny Riskin
- Jon Bernthal (VF : Jérôme Pauwels ; VQ : Frédérik Zacharek) : Brad Bodnick
- Cristin Milioti (VF : Adeline Moreau) : Teresa Petrillo, la première épouse de Jordan
- Matthew McConaughey (VF : Bruno Choël ; VQ : Daniel Picard) : Mark Hanna
- Christine Ebersole (VF : Martine Irzenski) : Leah Belfort, la mère de Jordan
- Shea Whigham (VF : Denis Laustriat) : le capitaine Ted Beecham
- Katarina Čas (VF : Ingrid Donnadieu) : Chantalle
- P. J. Byrne (VF : Olivier Augrond ; VQ : Jean-François Beaupré) : Nicky Koskoff
- Kenneth Choi (VF : Thierry Bourdon ; VQ : François L'Écuyer) : Chester Ming
- Brian Sacca (en) (VF : Adrien Melin ; VQ : Paul Sarrasin) : Robbie Feiberg
- Ethan Suplee : Welch
- Barry Rothbart (en) : Peter DeBlasio
- Aya Cash : Janet, l'assistante de Jordan
- Jake Hoffman : Steve Madden
- Martin Klebba : Frank Berry
- Madison McKinley : Heidi
- Henry Zebrowski (en) (VF : Renaud Marx ; VQ : Michel M. Lapointe) : Alden Kupferberg
- Stephen Kunken (VF : Jean-Luc Kayser) : Jerry Fogel
- Michael Nathanson (en) (VF : Didier Cherbuy) : Barry Kleinman
- Robert Clohessy (VF : Luc Bernard) : Nolan Drager
- Joanna Lumley (VF : Évelyn Séléna) : Emma, la tante de Naomi
- Jon Spinogatti (en) (VF : Jacques Bouanich) : Nicholas, le majordome
- Aaron Lazar (en) (VF : Grégory Quidel) : Blair Hollignsworth, l'ami de Naomi
- Bo Dietl (en) (VF : Jean-Yves Chatelais ; VQ : Guy Nadon) : lui-même
- Stephanie Kurtzuba (en) : Kimmie Belzer
- Spike Jonze (VF : Vincent Ropion ; VQ : Yves Soutière) : Dwayne (non crédité)
- Jordan Belfort (VF : Benoît Du Pac ; VQ : Alain Zouvi) : l'homme présentant Jordan Belfort lors d'une conférence (caméo)
- Thomas Middleditch (VF : Alexis Tomassian) : le fou de Stratton Oakmont avec un nœud-papillon

Version française
- Société de doublage : Dubbing Brothers
- Direction artistique : Danielle Perret
- Adaptation des dialogues : Déborah Perret

 Source et légende : version française (VF) sur RS Doublage et Version québécoise (VQ) sur Doublage Québec

## Production

### Genèse et développement
Le film s'inspire des mémoires de Jordan Belfort, dont l'autobiographie, commencée en prison, alors qu'il purge une peine pour escroquerie et criminalité financière, n’est pas encore publiée. Jordan Belfort est embauché comme assistant courtier chez LF Rothschild en 1987, à la grande époque des raids boursiers, des junk bonds et des salaires délirants comme ceux du trader Michael Milken, et découvre un monde où la consommation de cocaïne est une pratique courante. Il fonde sa propre entreprise de courtage, Stratton Oakmont, qui devient l’une des plus grosses sociétés de courtage de New York et emploie jusqu’à un millier de personnes.
Dès 2007, Martin Scorsese envisage de réaliser une adaptation cinématographique des mémoires de Jordan Belfort, le projet étant publié dans la Black List des meilleurs scénarios non-produits la même année. Mais il est récupéré par Ridley Scott en 2010. Le film devait alors être produit par la 20th Century Fox. Finalement, le projet revient à Martin Scorsese en 2012 et est monté indépendamment, sans l'aide de la Fox. Depuis le départ, le script de Terence Winter a été conservé. Ce dernier a notamment créé la série télévisée Boardwalk Empire avec Martin Scorsese.

### Attribution des rôles
Dès le début du projet en 2007, Leonardo DiCaprio est pressenti pour jouer le rôle du courtier Jordan Belfort. Il collabore ici avec Scorsese pour la 5e fois, après Gangs of New York (2002), Aviator (2004), Les Infiltrés (2006) et Shutter Island (2010).
Jonah Hill joue le rôle de Donnie Azoff, le principal associé de Belfort : ce personnage est inspiré par Danny Porush qui a été condamné par la justice américaine dans cette affaire. Jean Dujardin incarne le banquier suisse Jean-Jacques Saurel : ce personnage s'inspire lui du banquier Jean-Jacques Handali. En août 2012, Matthew McConaughey rejoint le casting, dans le rôle du mentor de Jordan Belfort, Mark Hanna.
Martin Scorsese voulait Gene Hackman pour prêter sa voix au narrateur. Julie Andrews a quant à elle été envisagée pour le rôle de la mère de Jordan Belfort. C'est finalement Christine Ebersole qui l'obtient.
Le véritable Jordan Belfort apparaît à la fin du film, tenant un rôle correspondant à sa nouvelle activité, celle d'un animateur de séminaires de motivation.

### Tournage
Le tournage a débuté le 8 août 2012 à New York,. L'équipe s'est également rendue à Closter dans le New Jersey puis à Ardsley dans le comté de Westchester.
La fidèle monteuse de Martin Scorsese Thelma Schoonmaker a confirmé, avec regret, que le film était tourné en numérique.
Diverses scènes, dont celle du port en Italie (Portofino) ou à Genève, n'ont pas été filmées sur place, mais ont en fait été traitées numériquement. Le dresseur du lion de la scène d'ouverture a été effacé.

### Musique
La musique du film est principalement composée de morceaux non originaux. La bande originale est supervisée par Randall Poster. Il explique en interview que le film contient soixante morceaux. L'album commercialisé n'en contient cependant que seize.

#### Liste des titres présents sur l'album
1. Mercy, Mercy, Mercy! (Johnny « Guitar » Watson / Joe Zawinul) interprété par Julian Cannonball Adderley - 5:11
2. Dust My Broom (Elmore James / Robert Johnson) interprété par Elmore James - 2:53
3. Bang! Bang! (Joe Cuba / Jimmy Sabater) interprété par Joe Cuba - 4:06
4. Movin' Out (Anthony's Song) (Billy Joel) interprété par Billy Joel - 3:29
5. C'est si bon (Henri Betti / André Hornez) interprétée par Eartha Kitt - 2:58
6. Goldfinger (John Barry / Leslie Bricusse / Anthony Newley) interprété par Sharon Jones et the Dap-Kings - 2:30
7. Pretty Thing (Willie Dixon) interprété par Bo Diddley - 2:50
8. Moonlight In Vermont (Live At the Pershing Lounge - 1958) (John Blackburn / Karl Suessdorf) interprété par Israel Crosby, Vernel Fournier et Ahmad Jamal - 3:10
9. Smokestack Lightning (album version) (Chester Burnett) interprété par Howlin' Wolf - 3:07
10. Hey Leroy, Your Mama's Callin' You (Jimmy Castor / John Pruitt) interprété par The Jimmy Castor Bunch - 2:26
11. Double Dutch (Trevor Horn / Malcolm McLaren) interprété par Malcolm McLaren - 3:57
12. Never Say Never (Benjamin Bossi / Larry Carter / Debora Iyall / Peter J. Woods / Frank Zincavage) interprété par Romeo Void - 5:54
13. Meth Lab Zoso Sticker (Joie Calio / Phil Leavitt) interprété par 7horse - 3:43
14. Road Runner (single version) (Bo Diddley) interprété par Bo Diddley - 2:47
15. Mrs. Robinson (Paul Simon) interprété par The Lemonheads - 3:45
16. Cast Your Fate To the Wind (Vince Guaraldi / Carol Rowe) interprété par Allen Toussaint - 3:19

## Accueil

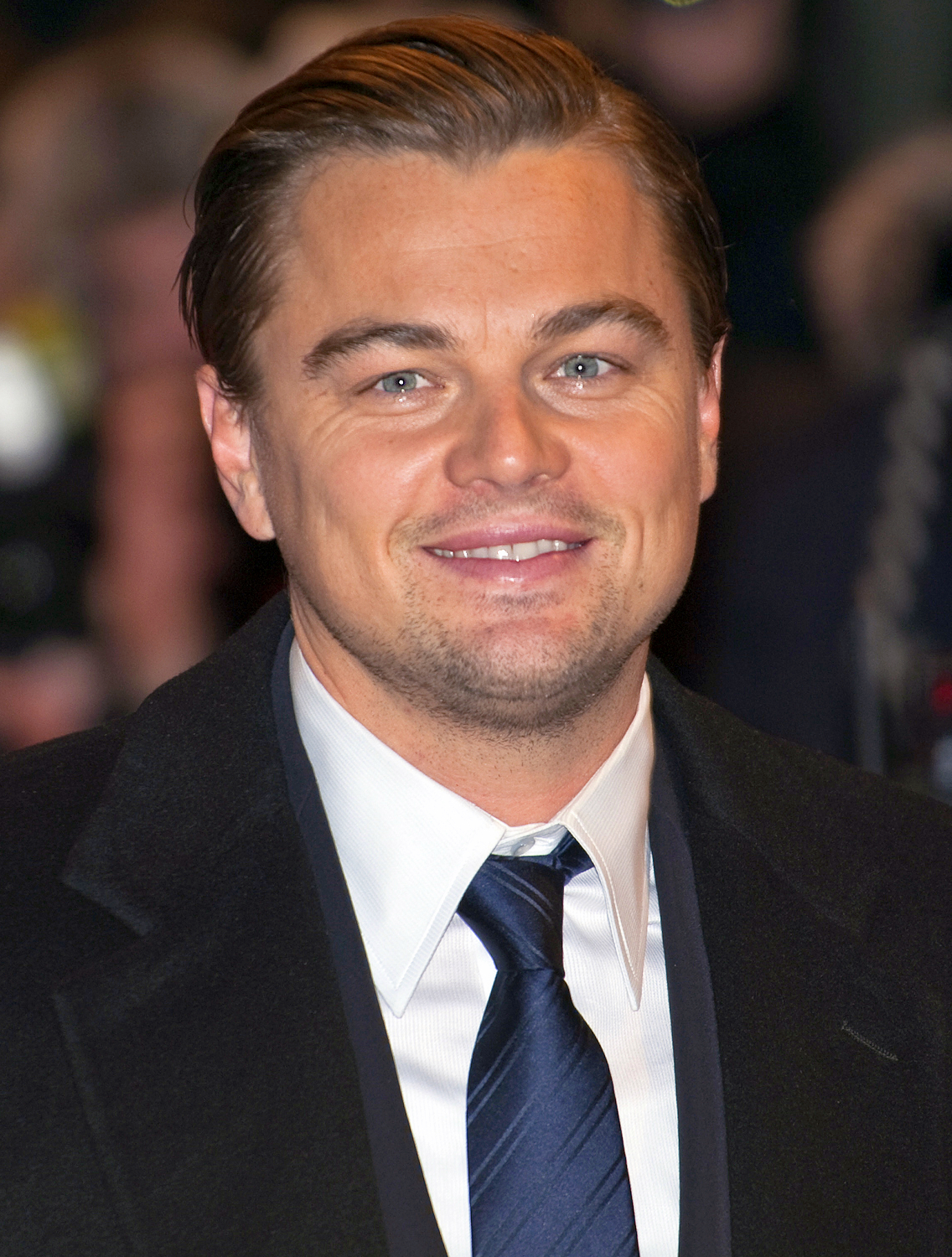
Leonardo DiCaprio, interprète du rôle de Jordan Belfort.

### Critique
En France, le film totalise une note moyenne de 4 sur 5 pour 24 critiques. Florence Maillard, des Cahiers du cinéma, donne la note maximale de 5 : « Ces trois heures épuisantes et profuses signent l’accomplissement de ce qui travaille en profondeur les derniers films de Scorsese depuis Les Infiltrés ». Dans Cinemateaser, Renan Cros décrit « une œuvre étonnamment complète et complexe, tout autant une comédie hilarante et absurde qu’une fresque obsessionnelle et dramatique sur la quête impossible du plaisir ». Dans Le Journal du dimanche, Barbara Théate écrit que c'est un « grand film étourdissant » dans lequel Martin Scorsese est « au sommet de son art ». Alain Grasset du Parisien met quant à lui en lumière la performance de Leonardo DiCaprio qui est « extraordinaire dans la peau de ce personnage comique et dramatique ». Frédéric Bonnaud des Inrockuptibles se demande ironiquement : « Depuis quand un film de Martin Scorsese n'avait-il donné un tel sentiment de liberté frondeuse, d'absolue maîtrise au service d'une expérience encore jamais tentée ? » Dans Libération, Didier Péron écrit que le film est un « portrait scorsésien entropique de l’ascension et la chute d’une crapule séduisante guidée par le seul aveuglement de ses instincts avides ». Nicolas Schaller dans le supplément TéléCinéObs du Nouvel Observateur, donne une note de 4 sur 5 et dit que « Scorsese se lâche. Son film est outrancier plutôt drôle, souvent jouissif ». Certaines critiques sont beaucoup plus mitigées, à l'instar de celle d'Arnaud Schwartz dans La Croix, qui regrette la « surenchère à laquelle il [Martin Scorsese] s’astreint mène droit à l’ennui et finit même par nuire à une série de scènes dialoguées, à forte tonalité tarantinesque ». Pascal Mérigeau du Nouvel Observateur déplore quant à lui que le film montre les « comportements d'une bande de crétins intéressés exclusivement par eux-mêmes » et que « le temps paraît long ». Pour Jean-Baptiste Thoret de Charlie Hebdo « Le Loup de Wall Street, c'est Casino passé à la moulinette fadasse de la petite forme télévisuelle ».
Aux États-Unis, le film obtient une moyenne de 75/100 pour 47 critiques sur l'agrégateur Metacritic et 80 % d'opinions favorables sur Rotten Tomatoes. À la suite de nombreuses critiques négatives, Leonardo DiCaprio explique que le film ne fait pas l'apologie du comportement de Jordan Belfort : « Le film pourrait ne pas être compris par certains. J'espère que le public comprend que nous ne tolérons pas ce comportement, que nous le condamnons. Le livre était une mise en garde et si vous restez jusqu'à la fin du film, vous comprendrez ce que nous affirmons à propos de ces gens et de ce monde, car ce dernier est toxique. [...] Je pense que c'est incroyable que quelqu'un comme Martin Scorsese fasse encore des films qui sont vitaux, des films qui font parler, sujet à controverse, et pouvant attirer des gens de ma génération. Nous avons grandi en regardant ses films et il continue à faire des choses punk rock. C'est une incroyable réussite. [...] Ce film m'a passionné, tout comme Aviator. Travailler avec Marty à ce stade de sa carrière et faire un film qui comporte de nombreux risques... Les gens - peu importe leur attitude après avoir vu le film - devraient comprendre que c'est un film qui sort de l'ordinaire et très difficile à faire de nos jours ; ça n'arrive presque jamais. C'est respectable ».

### Box-office
| Pays ou région | Box-office        | Date d'arrêt du box-office | Nombre de semaines |
| -------------- | ----------------- | -------------------------- | ------------------ |
| États-Unis     | 116 900 694 $,    | 3 avril 2014               | 15                 |
| France         | 3 009 494 entrées | 8 avril 2014               | 15                 |
| Monde          | 392 000 694 $     | 11 mai 2014                | -                  |

## Distinctions

### Récompenses
- American Film Institute Awards 2013 : top 10 des meilleurs films de l'année
- National Board of Review Awards 2013 : meilleur scénario adapté pour Terence Winter
- Festival international du film de Palm Springs 2014 : Creative Impact in Acting Award pour Jonah Hill
- Central Ohio Film Critics Association Awards 2014 : meilleur scénario adapté pour Terence Winter
- Critics' Choice Movie Awards 2014 : meilleur acteur dans une comédie pour Leonardo DiCaprio
- Golden Globes 2014 : meilleur acteur dans un film musical ou une comédie pour Leonardo DiCaprio
- Empire Awards 2014 : meilleur espoir féminin pour Margot Robbie

### Nominations
- Washington D.C. Area Film Critics Association Awards 2013 :
  - Meilleur réalisateur pour Martin Scorsese
  - Meilleur acteur pour Leonardo DiCaprio
  - Meilleur scénario adapté pour Terence Winter
  - Meilleur montage pour Thelma Schoonmaker
- British Academy Film Awards 2014 :
  - Meilleur réalisateur pour Martin Scorsese
  - Meilleur acteur pour Leonardo DiCaprio
  - Meilleur scénario adapté pour Terence Winter
  - Meilleur montage pour Thelma Schoonmaker
- Critics' Choice Movie Awards 2014 :
  - Meilleur film
  - Meilleur réalisateur pour Martin Scorsese
  - Meilleure distribution
  - Meilleur scénario adapté pour Terence Winter
  - Meilleur montage pour Thelma Schoonmaker
- Golden Globes 2014 : meilleur film musical ou de comédie
- Oscars du cinéma 2014 :
  - Meilleur film pour les producteurs Riza Aziz, Leonardo DiCaprio, Joey McFarland et Martin Scorsese
  - Meilleur réalisateur pour Martin Scorsese
  - Meilleur acteur pour Leonardo DiCaprio
  - Meilleur acteur dans un second rôle pour Jonah Hill
  - Meilleur scénario adapté pour Terence Winter
- Satellite Awards 2014 :
  - Meilleur film
  - Meilleur réalisateur pour Martin Scorsese
  - Meilleur acteur pour Leonardo DiCaprio
  - Meilleur scénario adapté pour Terence Winter